# Бринамел
Бринамел (фр. Brunehamel) насеље је и општина у североисточној Француској у региону Пикардија, у департману Ен (Пикардија) која припада префектури Лаон.
По подацима из 2011. године у општини је живело 530 становника, а густина насељености је износила 59,55 становника/km². Општина се простире на површини од 8,9 km². Налази се на средњој надморској висини од 256 метара (максималној 261 m, а минималној 198 m).

## Демографија
| 1962. | 1968. | 1975. | 1982. | 1990. | 1999. | 2011. |
| ----- | ----- | ----- | ----- | ----- | ----- | ----- |
| 606   | 636   | 592   | 652   | 508   | 511   | 530   |

График промене броја становника у току последњих година